# Joana Simeão
 (mai 2023).
Joana Francisca Fonseca Simeão, née le 4 novembre 1937 ou en 1939 à Nampula, et morte exécutée en juin 1977, est une chef de la résistance mozambicaine.

## Biographie
Joana  Simeão naît dans une famille catholique, son étant le chauffeur de l'évêque local. Après une scolarité en primaire à Nampula, son père l'envoie dans une école religieuse au Portugal  pour qu'elle y poursuive ses études. Elle étudie aussi à Paris, puis brièvement à Alger. Pendant la guerre d'indépendance du Mozambique dans les années 1960, elle a été membre du Frente Comum de Moçambique (Front commun mozambicain), une branche du Comité révolutionnaire mozambicain. 
Abandonnant la guérilla en 1973, elle exerce comme professeur de français au lycée António Enez à Lourenço Marques,  et assiste au Congrès des femmes d'Afrique australe. Elle plaide pour l'indépendance du Mozambique, et développe un discours dénonçant le colonialisme et ses composantes racistes et patriarcales. Sa personnalité fait l'objet d'un télégramme au consultat des États-Unis, qui la décrit « comme l'unique femme mozambicaine nationaliste, éduquée et politiquement consciente en scène [...] à laquelle il convient évidemment de prêter attention ». Elle devient  en 1974 vice-présidente du GUMO (Grupo Unido de Moçambique Groupe uni du Mozambique), un groupe multiracial créé l'année précédente, qui se veut pacifiste et s'est donné comme objectif de faire pression sur le gouvernement portugais pour qu'il négocie avec le FRELIMO l'indépendance du Mozambique,,. Malgré sa position de leader au sein du groupe, elle en est  finalement expulsée vers septembre 1974. Après qu'un accord d'indépendance accorde le contrôle du pays au Front de libération du Mozambique (FRELIMO), elle prêche pour l'instauration d'un gouvernement démocratique puis fait partie des dirigeants de la résistance anti-FRELIMO et participe à l'occupation d'un aéroport et d'une station de radio. Elle est arrêtée quelques jours plus tard par les forces du FRELIMO pour son rôle dans la rébellion.
Le FRELIMO l'accuse d'être un agent de la police secrète portugaise PIDE. Elle est jugée les 11 et 12 mai 1975 aux côtés d'autres « réactionnaires » lors d'un procès théâtralisé présidé par le nouveau chef d'État Samora Machel. Condamnée, elle est envoyée avec eux au camp de rééducation de  M'Telela, proche de Lichinga. Sa mort est d'abord annoncé à une date inconnue. Le 19 mai 1995, paraissent des allégations dans le journal Savana selon lesquelles elle aurait été exécutée et son corps brulé avant inhumation dans une fosse commune en juin 1977 avec les huit autres membres du « groupe de réactionnaires ». Selon une enquête d'un autre journal, ils auraient été brûlés vifs. En 2009, Mariano Matsinha (en)— membre du Politburo du FRELIMO — reconnaît être l'auteur des exécutions.

## Après sa mort
Le décès de Joana Simeão et des autres personnes exécutées par le FRELIMO n'ayant pas été reconnue de façon officielle, il y a en 2006 un débat dans les médias du Mozambique sur la production d'un acte de décès. Son mari demande à la même époque à ce que soit prononcé le divorce, demande répercutée par la presse.
Parallèlement, plusieurs journaux indépendants réclament la réhabilitation de ces militants effacés de l'histoire en raison de l'image de traîtres apposée par le FRELIMO.